# Yarin Peretz
Yarin Peretz (in ebraico ירין פרץ‎?; Nir Moshe, 17 luglio 1998) è un calciatore israeliano, difensore svincolato.

## Carriera
Ha giocato nella massima serie dei campionati israeliano e cipriota.